# 塔吉克語字母
塔吉克語字母（Tajik alphabet）即塔吉克語的字母。塔吉克語在其文字歷史進程中以三種字母書寫：波斯-阿拉伯文字的改編、拉丁文字的改編，及西里爾文字的改編。 任何專門用於塔吉克語的文字都可以稱為塔吉克字母，用西里爾字母寫成稱為 алифбои тоҷикӣ，用波斯-阿拉伯字母寫成稱為 الفبای تاجیکی，用拉丁字母寫成稱為 alifʙoji toçikī。
特定字母的使用通常與歷史文字的發展階段相對應，塔吉克語首先使用阿拉伯語；其次的階段是拉丁語、不過時期短；然後是西里爾字母使用時期；至今西里爾字母仍然是塔吉克斯坦使用最廣泛的字母。布哈拉猶太人所說的布哈拉方言傳統上使用希伯來字母，但今天也大多使用西里爾字母書寫。

## 參閱
- 語文規劃
- 官方文字
- 塔吉克語盲文（英语：Tajik Braille）

## 外部連結
- Omniglot – Tajik (Тоҷики / Toçikī / تاجیكی) （页面存档备份，存于）
- View Cyrillic-script Tajik websites transliterated into the 1920s Latin orthography